# О’Коннор, Бен (велогонщик)
Бен Александр О’Коннор (англ. Ben Alexander O'Connor; род. 25 ноября 1995 в Субиако, Австралия) —  австралийский профессиональный  шоссейный велогонщик, выступающий за команду мирового тура  «AG2R Citroën».

## Достижения
2015
6-й Чемпионат Океании — Индивидуальная гонка (U23)
2016
1-й  - Классика Новой Зеландии  - Генеральная классификация
1-й - Этап 4
3-й - Тур Савойи   - Генеральная классификация
3-й - Тур Тайваня   - Генеральная классификация
3-й Чемпионат Австралии — Индивидуальная гонка (U23)
2017
5-й - Тур Австрии  - Генеральная классификация
1-й - Этап 5
5-й - Тур Лангкави  - Генеральная классификация
2018
7-й - Тур Альп  - Генеральная классификация
1-й  - Молодёжная классификация
1-й - Этап 3